# ハンス・ホフマン
ハンス・ホフマン（Hans Hofmann, 1880年3月21日 - 1966年2月17日）は、抽象絵画を描いた画家。教育者としても著名であり、後進の優れた画家たちを世に送り出した。

## 生涯
ドイツに生まれ、絵画を学ぶ。一時はパリにも住む。その間、ブラック、ピカソ、ドローネー夫妻などとも出会い、特にマティスの色彩とキュビスムの形態の影響を強く受ける。1915年にはミュンヘンに学校（ハンス・ホフマン美術学校 (Hans Hofmann Schule für Bildende Kunst)）を開校し、美術教育を行いつつ、キュビスム系統の抽象的な作品を制作する。
1930年代にはアメリカに移住、いくつかの学校で教育を続けたのち、1933年にニューヨークにて自己の学校（ハンス・ホフマン美術学校 (Hans Hofmann School of Fine Arts)）を開設し、アメリカにおける絵画教育に注力する。アメリカにおけるホフマンの絵画作品としては、カラフルな長方形で画面が満たされている幾何学的な形態のものと、不定形な要素からなる作風との双方が制作されている。
ホフマンは、画家としての業績よりもむしろ、教育者としてヨーロッパの近代絵画理論をきちんと取り入れ、応用しつつもヨーロッパ美術の単なる輸入ではない、アメリカ独自のモダンアート、特に抽象表現主義の成立に大きく寄与したという点が評価されることが多い。

## 外部サイト
- Hans Hofmann Estate
- Hans Hofmann Biography: Guggenheim Collection (New York)
- Hans Hofmann Biography: Tate Collection (Tate Gallery, London)